# Scotoleon peregrinus
Scotoleon peregrinus is een insect uit de familie van de mierenleeuwen (Myrmeleontidae), die tot de orde netvleugeligen (Neuroptera) behoort. 
Scotoleon peregrinus is voor het eerst wetenschappelijk beschreven door Hagen in 1861.